# Cymbospondylus
A Cymbospondylus a hüllők (Reptilia) osztályának ichthyoszauruszok (Ichthyosauria) rendjébe tartozó nem.

## Rendszerezés
A nembe az alábbi fajok tartoznak:
- Cymbospondylus natans
- Cymbospondylus germanicus
- Cymbospondylus nevadanus
- Cymbospondylus parvus
- Cymbospondylus piscosus
- Cymbospondylus grandis
- Cymbospondylus petrinus
- Cymbospondylus buchseri

## Tudnivalók
A Cymbospondylus 240-210 millió évvel élt ezelőtt, a késő triász korban.
A Cymbospondylus-fajok korai képviselői voltak a halgyíkok rendjének. E rend fajai kissé hasonlítottak a mai delfinekhez. A Cymbospondylusoknak nem voltak hátuszonyaik, és farkuk hosszú angolnaszerű volt.
Hosszú farkuk jó úszóvá tette őket. Az állatok a mély, parttól távoli vizeket választották a zsákmány becserkészéséhez.
Az állatok 10 méter hosszúak voltak. A Cymbospondylusok egy méteres állkapcsaiban rövid, hegyes fogak ültek. A fogak alkalmasak voltak eléggé nagy testű hüllők elfogására, de a Cymbospondylus-fajok inkább a halakat és a fejlábúakat kedvelte, mint amilyenek az ammoniteszek. Ellenségei csak fiatal korában lehetettek.
Biztos eleven szülő volt, mivel nem volt lehetősége tojást rakni.

## Lásd még
- Monte San Giorgio